# Deni Jurić
Deni Jurić (Kogarah, 3. rujna 1997.), australski je nogometaš hrvatskog podrijetla koji igra na poziciji napadača. Trenutačno igra za Koper. Mlađi je brat Tomija Jurića.

## Klupska karijera
Dana 30. lipnja 2021. godine, Jurić je potpisao višegodišnji ugovor sa zagrebačkim Dinamom. Odmah nakon potpisa ugovora, Dinamo ga je ostavio na jednogodišnjoj posudbi u Šibeniku. Nakon prodaje Marija Gavranovića u Kayserispor, Dinamo je odlučio odmah vratiti Jurića u momčad. Prvi nastup za "modre" upisao je 21. kolovoza 2021. godine u pobjedi (1:0) nad Lokomotivom.

## Reprezentativna karijera
Jurić je u kategoriji do 19 godina nastupao za Hrvatsku, a kasnije se ipak odlučio nastupati za Australiju. 

## Priznanja

### Klupska
Dinamo Zagreb
- 1. HNL (2): 2021./22., 2023./24.
- Hrvatski nogometni superkup (1): 2022.

## Vanjske poveznice
- Profil, Soccerway (engl.)
- Profil, Transfermarkt (njem.)